# 魚頭米粉

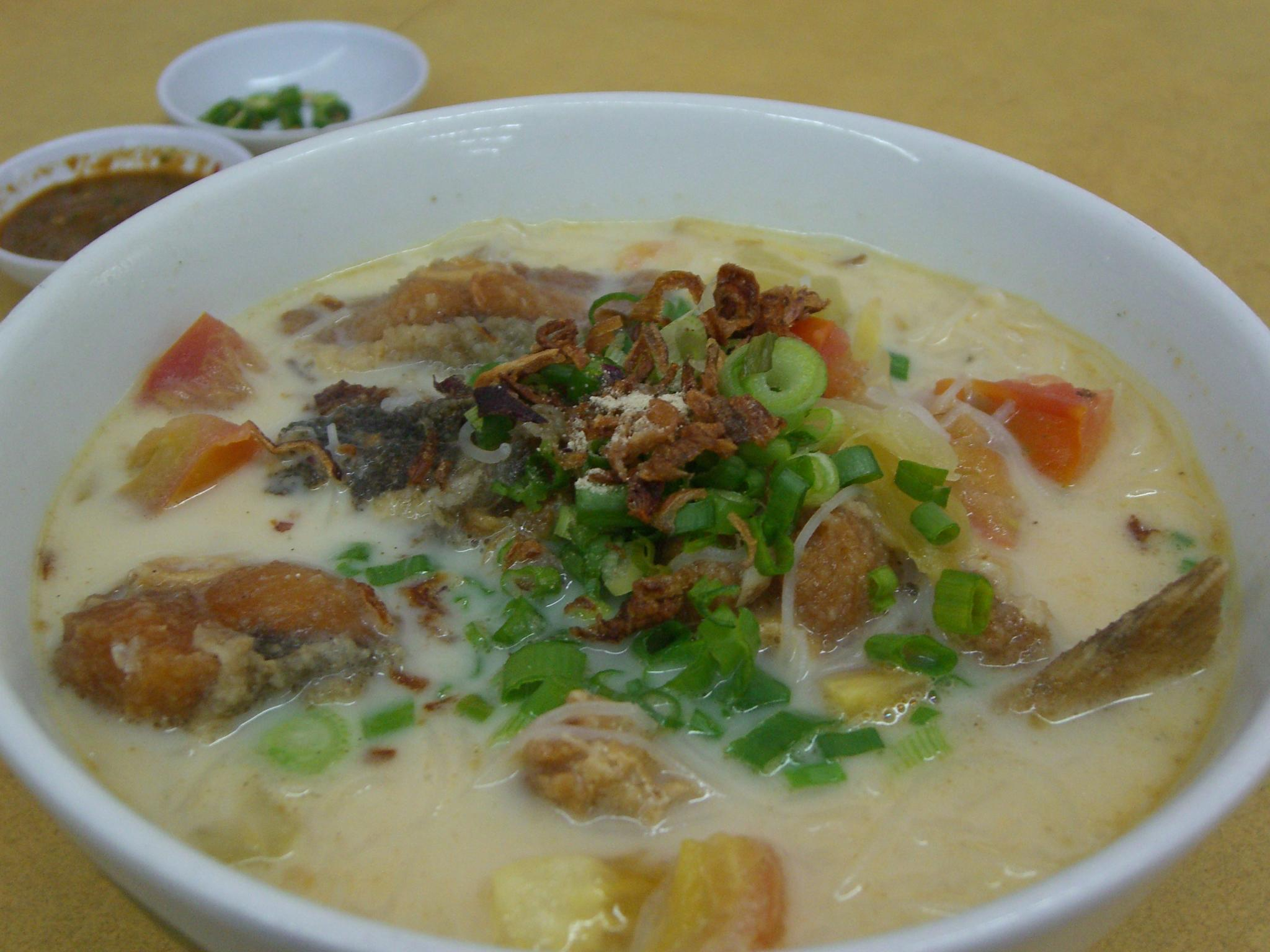
魚頭米粉

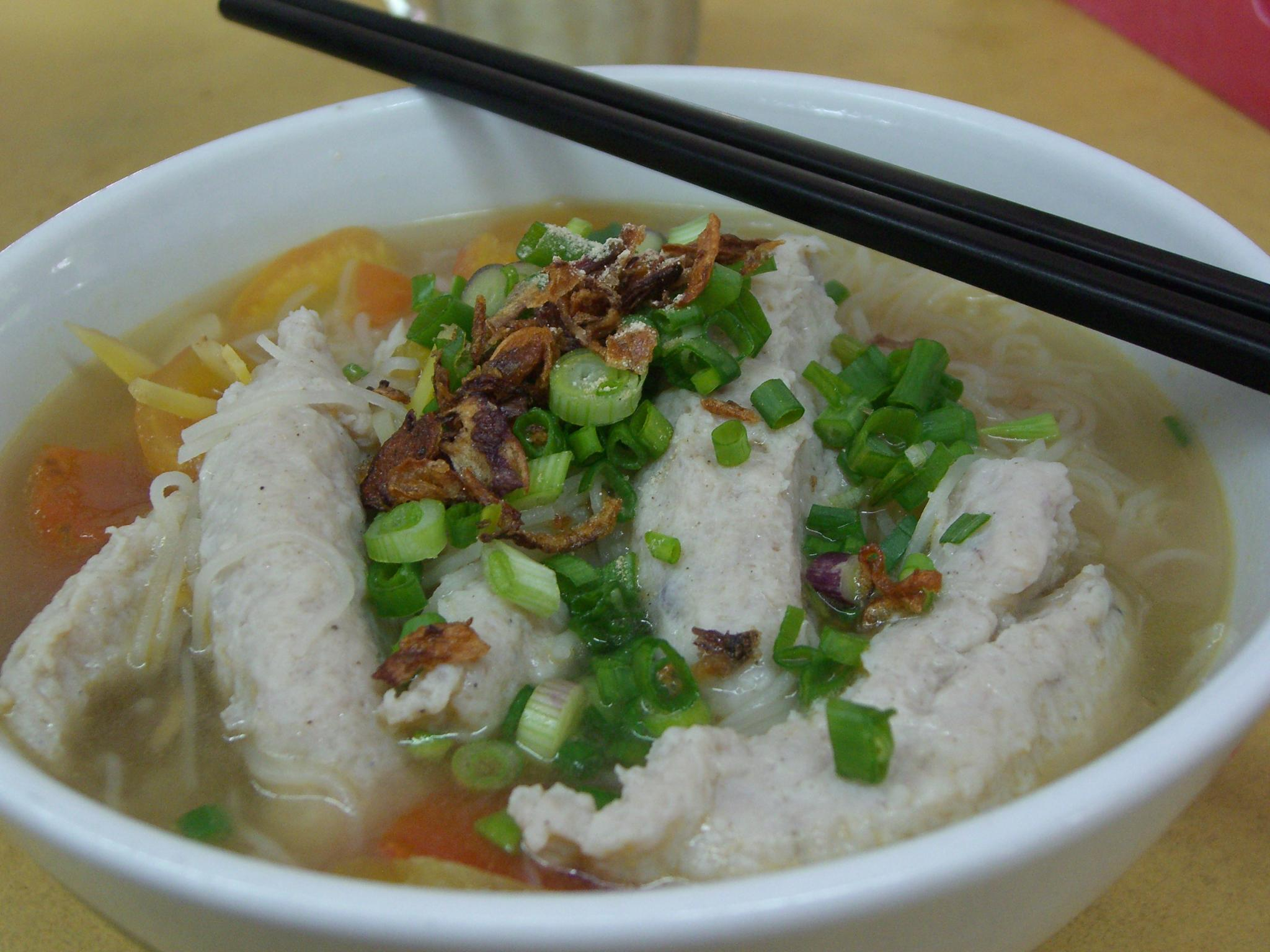
魚滑米粉

魚頭米粉（Fish Head Noodle）是一道發源於馬來西亞森美蘭州(Negeri Sembilan)芙蓉市(Seremban)的麵食，流行於馬來半島西海岸的華人社區，在茶餐室或美食中心都可尋其踪跡。一般直呼“魚頭米”。魚頭米粉在馬來西亞的茶餐室是屬於單價較高的食物，售價會比其他麵食高上5至8令吉之間。

## 簡介
顧名思義，魚頭米粉的主要材料為魚肉和米粉，其湯底大多使用魚骨、豬大骨、江魚仔和黃豆來熬製。所使用的魚類，一般多使用價格較為廉宜的松魚。這種魚類的特色是肉厚，但刺多且有重泥味，煮時都會先將魚肉切塊，使用米酒及其他辟腥材料醃製，接下來再放進熱油內炸熟，以減低泥味。在客戶點餐後，才開始燙麵，然後用小鍋裝一碗麵所需的湯，加上蕃茄、薑絲、蔬菜、淡奶、鹹菜等材料，煮好湯底後，再放下燙熟的米粉及炸魚塊，最後再淋上魚露、胡椒粉和紹興酒，及灑上蔥花和蔥酥來提味。有些店家還會加上酸梅、豆腐、腐竹、紫菜、魚滑等材料，但隨著物價高漲，加上備料的麻煩，越來越少店家願意多下其他材料。
早期的魚頭米粉多使用瀨粉，不過瀨粉在馬來西亞不是主流的麵條，取得不易，加上成本高，在21世紀初，開始陸續使用價格較廉宜，但口感較好的粗米粉來取代瀨粉。松魚是一種多刺的魚類，因此在使用魚頭米粉必須要細嚼慢嚥，避免口腔被魚刺刺傷或吞嚥下去，目前在馬來西亞的市面上也開始出現高單價的魚頭米粉，改用石斑、龍躉、多利魚、馬友魚、鮭魚或其他高單價的魚類，不過因成本之故，市面上使用其他的魚類的魚頭米粉是只佔少數。
生魚頭米粉是指使用水煮的魚肉塊而非油炸，這是部分喜歡品嚐魚肉細緻口感及不怕腥味的顧客而發展的口味。另外，南馬一帶的魚頭米粉通常不加淡奶，而是使用清湯，加入淡奶的做法是源自吉隆坡，主要目的是為加強魚湯奶白色的視覺效果，不過充滿奶香味的魚頭米粉最後反而成為這道麵食的主要特色之一。
另外，一般販售魚頭米粉的店家，都會販售用同樣湯底製成的魚滑米粉。

## 資料來源
1. ↑  .   [2014-11-30]. （原始内容存档于2020-05-06）.
2. ↑  三文魚頭米香濃獨特[]
3. ↑  .   [2014-11-29]. （原始内容存档于2014-12-04）.